# 海地貧困問題
海地的貧困水平通常被視為西半球中最嚴重的，2012年，國內生產總值在海地估計為13150000000美元，排名世界146。世界銀行在2001年估計，78％人口生活在貧困線下。

## 貧困
貧窮影響海地人日常生活的許多方面，包括住房，營養，教育，醫療保健，嬰兒死亡率，以及環境。海地一直不斷被低水平生活條件困擾，許多海地人遷入首都太子港，企圖擺脫貧困。

## 腐敗
2012年，海地位居世界上第十最腐敗的國家。根據國際透明組織進行的研究顯示腐敗和貧窮之間具強大的相關性。通過較低的經濟增長率，偏颇稅收制度也將導致貧富不均。低福利支出和不平等的受教育機會增加了貧困。專門為海地進行的研究已經表明，國際捐助者未能及時協助海地，主要是由於普遍的腐敗和目前在國內結構性問題。海外慈善組織自1994年以來貢獻超過26000000000美元。其中没任何明顯的好處。

## 嬰兒死亡率
海地的嬰兒死亡率率為每千名活產53人死亡，是缺乏醫療保健系統的結果。一個精心策劃的教育體系的缺乏是低識字率的原因。

## 不平等
海地位居中的基尼係數指標59.5，海地人最富有的10％人口佔有全國收入47.83％，而最貧窮的10％人口只有不到0.9％的收入。